# 新潟市立早通小学校
新潟市立早通小学校（にいがたしりつ はやどおりしょうがっこう）は、新潟県新潟市江南区早通にある公立の小学校である。

## 概要
全校生徒約170名(2021年現在)の1学年につき1クラス又は2クラス構成の小学校である。
同市北区にも「早通」という地域があり、そこにある早通南小学校とは混同されやすい。

## 沿革
主要な出来事
明治5年 - 早通村(現在の新潟市江南区早通)に済美校として開校。
大正14年 - 早通村の亀田町合併に伴い、新潟県中蒲原郡亀田町早通尋常高等小学校に改称。
昭和17年 - 校歌制定
昭和47年 - 創立100周年記念式典実施
平成17年 - 亀田町の新潟市合併に伴い、新潟市立早通小学校に改称。

## 通学区域
- 新潟市江南区[1]
  - 泉町1丁目 1番53号、56号、60号、2番、3番
  - 泉町2～5丁目	全部
  - 萩曽根5丁目	2番10号～15号、17号・18号、21号、23号・24号、26号・27号、29号、35号、37号、39号、41号、46号～48号、55号、4番5号～10号、12号、32号、36号・37号、40号～41号、45号、48号
  - 亀田工業団地1～3丁目	全部
  - 下早通1・2丁目 全部
  - 亀田長潟 全部
  - 長潟1丁目 全部
  - 亀田早通（一部中央区）全部
  - 早通1～6丁目 全部
  - 下早通柳田1・2丁目 全部
  - 茅野山1～3丁目 全部
  - 泥潟 全部
  - 東早通1～4丁目 全部
  - 丸潟 全部
  - 丸潟1丁目 全部

## 進学中学校
- 新潟市立亀田西中学校